# Saragossa (djur)
Saragossa är ett släkte av fjärilar. Saragossa ingår i familjen nattflyn.
Kladogram enligt Catalogue of Life:

## Arter
- Saragossa arabum
- Saragossa bergi
- Saragossa maroccana
- Saragossa seeboldi
- Saragossa siccanorum
- Saragossa porosa